# Sarah Birch (Ruderin)
Sarah Birch (* 13. Januar 1972) ist eine ehemalige britische Leichtgewichts-Ruderin. Sie war 2001 Weltmeisterin.

## Sportliche Karriere
Sarah Birch begann ihre Ruderkarriere als Steuerfrau. 1985 belegte sie mit dem Vierer mit Steuerfrau den fünften Platz bei den Junioren-Weltmeisterschaften. Fünf Jahre später belegte sie als Ruderin bei den Junioren-Weltmeisterschaften 1990 den fünften Platz im Vierer ohne Steuerfrau. 1992 gewann sie im Leichtgewichts-Doppelzweier Bronze beim Nations Cup, einem Vorläuferwettbewerb der U23-Weltmeisterschaften, 1994 belegte sie in der gleichen Bootsklasse den fünften Platz.
1997 trat Sarah Birch erstmals bei Weltmeisterschaften in der Erwachsenenklasse an. Bei den Weltmeisterschaften auf dem Lac d’Aiguebelette belegte sie den zehnten Platz im Leichtgewichts-Doppelzweier. 1998 gewann der britische Leichtgewichts-Doppelvierer mit Tegwen Rooks, Jo Nitsch, Sarah Birch und Jane Hall die Weltcup-Regatta in Hazewinkel. Bei den Weltmeisterschaften 1998 in Köln belegte der britische Leichtgewichts-Doppelvierer den sechsten Platz. 
2000 siegte Birch mit dem Leichtgewichts-Doppelvierer in der Besetzung Malindi Myers, Helen Casey, Kirsten McClelland-Brooks und Sarah Birch beim Weltcup in München. Bei den Weltmeisterschaften in Zagreb belegte der britische Leichtgewichts-Doppelvierer den fünften Platz. 2001 gewannen Sarah Birch und Jo Nitsch die Weltcup-Regatta in München im Leichtgewichts-Zweier ohne Steuerfrau. Bei den Weltmeisterschaften 2001 in Luzern siegten die beiden Britinnen vor dem Boot aus den Vereinigten Staaten und den Argentinierinnen. 2002 gewann der britische Leichtgewichts-Doppelvierer mit Tegwen Rooks, Alison Eastman, Jo Nitsch und Sarah Birch beim Weltcup in Luzern. Bei den Weltmeisterschaften in Sevilla ruderten die Britinnen auf den fünften Platz. Ein Jahr später verpassten die Britinnen bei den Weltmeisterschaften in Mailand das A-Finale und belegte den siebten Platz. 2004 belegte Sarah Birch in ihrem letzten internationalen Rennen mit dem Leichtgewichts-Doppelvierer den achten und letzten Platz bei den Weltmeisterschaften in Banyoles.